# NB8
Nordic-Baltic Eight eller NB8 er en regional samarbejdsorganisation mellem landene Danmark, Estland, Finland, Island, Letland, Litauen, Norge og Sverige. Organisationen afholder regelmæssige møder mellem de baltiske og nordiske landes statsministre, udenrigsministre og embedsfolk samt med eksperter inden for regionale og internationale emner. Samarbejdet skal bl.a. gøre det nemmere for udvekslingstudenter at tage ophold i et andet af de syv lande. Desuden samarbejder de otte lande på at øge sikkerheden i Norden og Baltikum. De otte landes stats- og udenrigsministre mødes en gang årligt for at diskutere spørgsmål af regional karakter.

## Den nordiske identitet i Estland
Den nordiske identitet i Estland henviser til det begreb, at Estland er eller bør overvejes, at Estland er en del af Norden. Det nuværende mainstream-syn uden for Estland er, at Estland normalt ikke hører til blandt de nordiske lande. Derimod er det kutyme at  kategorisere Estland som et nordeuropæisk land; i stedet for at opfatte Estland som en del af Norden. Men Estland har først været en del af Det Danske Rige i 1200- og 1300-tallet; og siden en del af Sverige i 1600-tallet. Estisk er beslægtet med finsk; hvilket ikke har hindret Finland i at være medlem af Nordisk Råd.